# Pickles (Hund)
Pickles (* 1962 oder 1963; † 1967 in London, Vereinigtes Königreich) war ein schwarz-weißer Mischlingshund, der weltweit für Schlagzeilen sorgte, als er bei einem Spaziergang mit seinem Halter David Corbett den im Vorfeld der Fußballweltmeisterschaft 1966 verschwundenen Jules-Rimet-Pokal wiederfand. Jemand hatte ihn in Zeitungspapier eingeschlagen und in South Norwood im Londoner Süden in einem Gebüsch versteckt. Der Pokal war eine Woche zuvor in der Westminster Central Hall öffentlich ausgestellt und entwendet worden. Der oder die Täter konnten nie ermittelt werden.
David Corbett erhielt einen Finderlohn in Höhe von 6000 Pfund und Pickles wurde zu einem Festbankett anlässlich der Eröffnung der Weltmeisterschaft 1966 eingeladen, bei dem er die Teller der anwesenden Gäste ablecken durfte. Pickles und Corbett waren monatelang in verschiedenen britischen TV-Shows und -Serien zu sehen. Pickles trat außerdem in der Filmkomödie Der Spion mit der kalten Nase (The Spy with a Cold Nose, 1966) von Daniel Petrie auf.
Pickles starb 1967 bei der Jagd nach einer Katze, als er sich mit seinem Halsband an einem umgestürzten Baum strangulierte. Er wurde im Garten seines Herrchens begraben.
Im Jahr 2006 wurde Pickles’ Geschichte unter dem Titel Pickles: The Dog Who Won the World Cup vom englischen TV-Sender ITV verfilmt.